# Anergie
Pour l’article homonyme, voir Anergie, grandeur thermodynamique.
L'anergie est un phénomène physiologique ne constituant pas un dysfonctionnement du système immunitaire. L'anergie permet la tolérance du système immunitaire vis-à-vis de ses propres cellules en reconnaissant certaines molécules dites "du soi" situées à la surface cellulaire. Physiologiquement, toutes les cellules du corps humain expriment le complexe moléculaire "CMH-peptide du soi". Lorsqu'une cellule de l'immunité reconnaît le CMH-peptide du soi, il y a désactivation de la cellule en question, évitant ainsi le retournement du système immunitaire contre lui-même. L'anergie est particulièrement importante pour désactiver les lymphocytes T et les NK.
On observe également une anergie dans le cas où un lymphocyte B immature reconnaît par son récepteur des cellules B un antigène du soi soluble.
Seule l'interleukine 6 (Il. 6) peut contrer l'anergie des lymphocytes T et ainsi les activer.